# Avant-contrat
L'avant-contrat est un contrat préparatoire destiné à réglementer la négociation du futur contrat définitif, économiquement ou juridiquement plus important.

## Droit français
En droit français, il existe deux types d'avant-contrat : la promesse de contrat et le pacte de préférence.

## Droit québécois
En droit québécois, la promesse de vente, l'offre d'achat et le contrat préliminaire sont des avant-contrats, selon la doctrine,.